# Vendine
Vendine é uma comuna francesa na região administrativa de Occitânia, no departamento de Alta Garona. Estende-se por uma área de 2,87 km². Em 2010 a comuna tinha 291 habitantes (densidade: 101,4 hab./km²).